# 松貂 (微型潛艇)

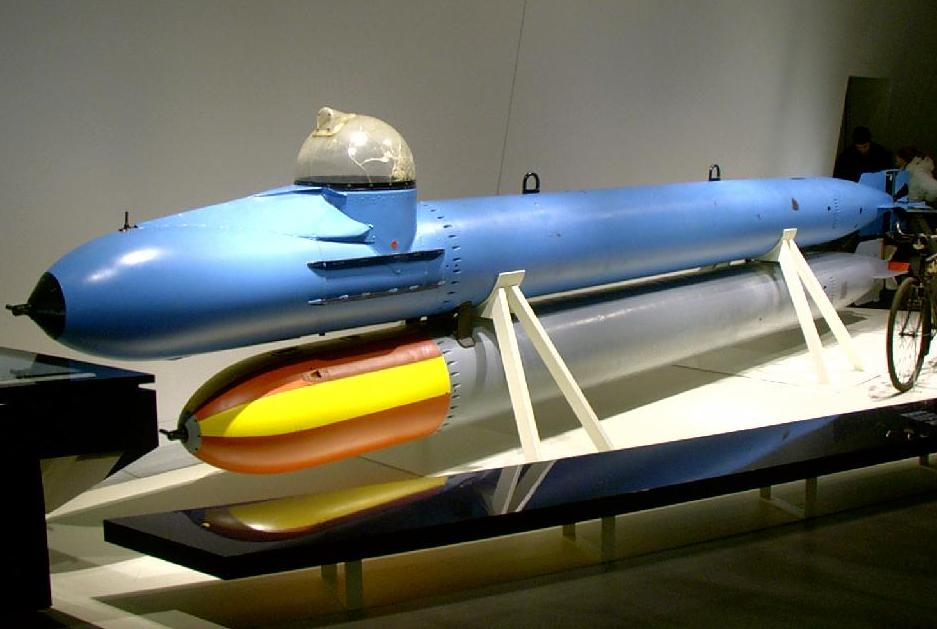
松貂微型潛艇

松貂是納粹德國以黑人型微型潛艇为基础研发出的一種微型潛艇。松貂型长8.3米，与黑人型不同的是，其艏部装有浸水舱，因此能够下潜。另一项改进是驾驶员座舱的圆盖可以被从里侧打开。该型潜艇的最大下潜深度大约为25米。
1944年8月2日夜间，納粹德國海軍的小型作战单位发动了他们在整场战争期间规模最大的一次袭击，松貂型潜艇就是在这一次行动中首次参加实战。德方在诺曼底海域对盟军舰船发射了58枚黑人型人操鱼雷以及22艘林斯（Linse）型无线电遥控艇。英國皇家海軍的一艘护航驱逐舰、一艘掃雷艦和一艘登陸艇被人操鱼雷击沉。德方共损失41艘黑人型微型潛艇和22艘林斯（Linse）型快艇。